# Desplein
Desplein, docteur en médecine, est un personnage de La Comédie humaine d'Honoré de Balzac. Il a été créé d'après le chirurgien Guillaume Dupuytren.
C'est un illustre chirurgien à l'Hôtel-Dieu de Paris et le professeur d'Horace Bianchon. La nouvelle La Messe de l'athée raconte que Desplein, quoique athée déclaré, fait célébrer une messe pour un défunt bienfaiteur. En 1819, dans le roman Ferragus, il essaie de sauver Clémence Desmarets mourante. Il apparaît également dans L'Interdiction et dans Modeste Mignon.